# Gentbrugge
Gentbrugge – dzielnica (deelgemeente) miasta Gandawa w Belgii, w Regionie Flamandzkim, w prowincji Flandria Wschodnia, w okręgu Gandawa. 1 stycznia 2020 roku liczyła 15 957 mieszkańców. Do 31 grudnia 1976 samodzielna gmina. Leży nad rzeką Skalda.